# Завадка Морохівська
Завадка Морохівська (пол. Zawadka Morochowska, Zawadka Bukowska 1878) — зникле лемківське село в Польщі, у гміні Загір'я Сяноцького повіту Підкарпатського воєводства. Припинило існування у 1946 році, після показової каральної операції підрозділів Польської народної армії проти цивільного українського населення.
Село знаходилось в долині над потоком Боронець, який ділив його на дві частини, з'єднані мостом.

## Назва
У 1977—1981 рр. в ході кампанії ліквідації українських назв село називалося Завадка.

## Історія
Перша згадка про село припадає на 1567 рік. Засноване на волоському праві. До 1772 року входило до складу Сяноцької землі Руського воєводства Речі Посполитої. З 1772 до 1914 року — у гміні Буківсько Сяніцькому повіту Королівства Галичини та Володимирії Австро-Угорщини.
У 1785 році Завадка Морохівська займала площу 5,78 км² і нараховувала 168 осіб, з яких 160 греко-католиків і 8 євреїв.
- 1840 — 156 греко-католиків
- 1859 — 131 греко-католиків
- 1879 — 164 греко-католиків
- 1899 — 203 греко-католиків, 11 римо-католиків і 13 євреїв
- 1926 — 473 греко-католиків
- 1936 — 328 греко-католиків

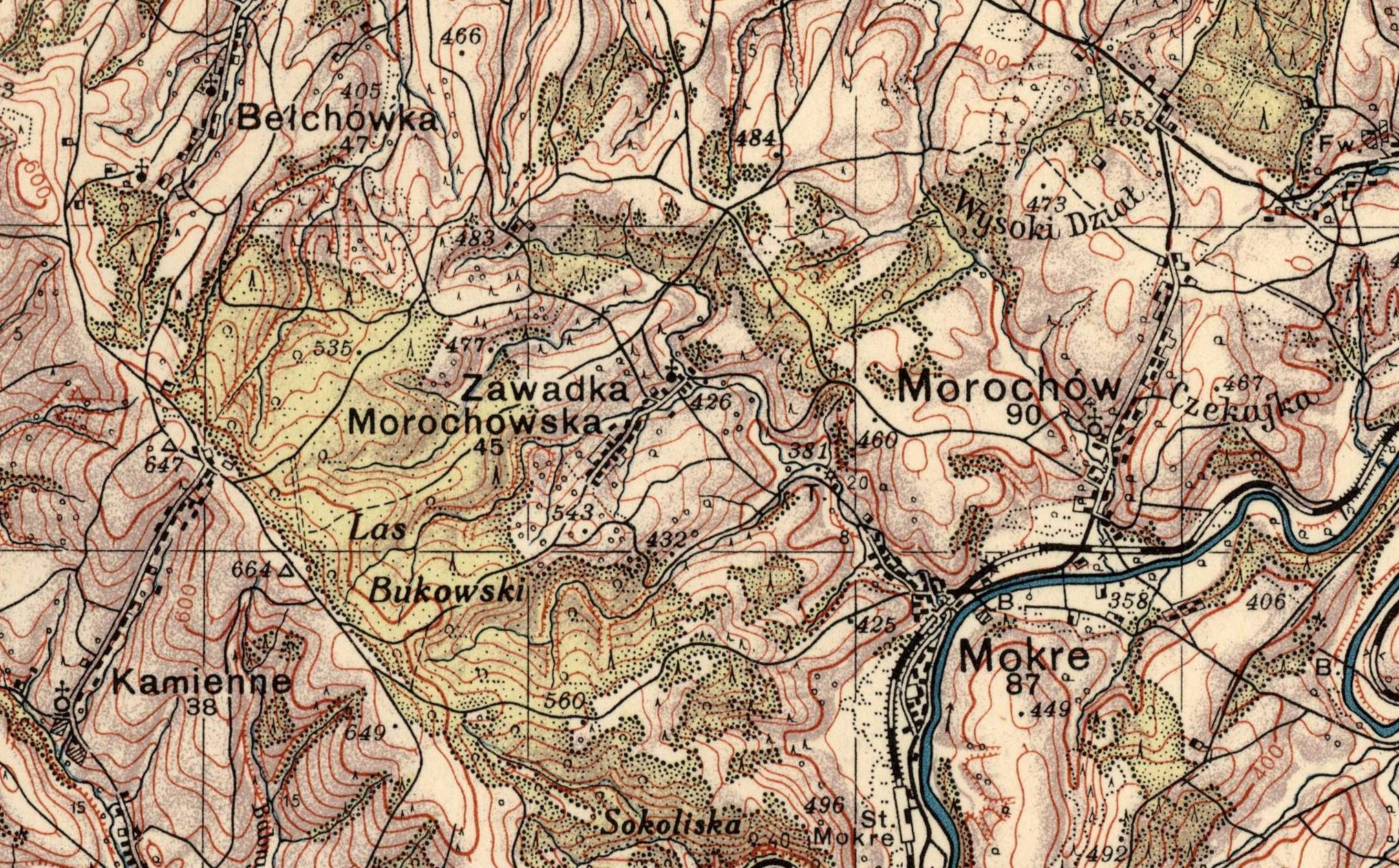
Завадка Морохівська на карті Військового Географічного інституту з 1938 року

У 1904 році село перебувало у власності юриста Артура Ґольдгаммера.
Перед Першою світовою війною у Завадці Морохівській знаходилось господарство власника сусіднього села Морохів Антонія Лісовського.
На початку XX століття частина жителів села у рамках першої хвилі еміграції подались на заробітки до США. Зокрема, 21.06.1907 Катерина Максим, 14.02.1910 Микола Білас, 23.07.1910 Марія Гриньо, 07.07.1912 Дмитро Білас, 13.07.1914 Микола Білас.
У 1936 році тут нараховувалось 45 господарств, а у 1939 було 49 господарств. В 1939 р. в селі було чисто лемківське населення: з 280 жителів села — усі 280 українці. Напередодні Другої світової війни було збудовано муровану українську школу. 1 вересня 1943 року у школі навчалося 55 учнів, яких навчала Марія Падох. Також працювало товариство «Рідна школа». Була корчма.
У липні 1944 року у Завадці Морохівській нетривалий час перебував відділ УПА, а 5–6 серпня та 8–9 травня неподалік села перебував відділ «Армії Крайової» під командуванням капітана Адама Виноградського.
Через віддаленість від доріг та важкодоступність більшу частину Другої світової війни село минали воєнні лихоліття. Проте у 1944 році німці спалили його, вціліли лише церква і два дерев'яні будинки. Це було каральною операцією за підтримку українських партизанів. Крім цього німці планували розстріляти усіх мешканців села, проте обійшлося побиттям усіх чоловіків.
Після спалення села його мешканці були змушені жити у землянках і до кінця війни не усі зуміли відбудувати собі домівки. Коли через Завадку Морохівську пройшов фронт, то частину чоловіків мобілізували в «Червону армію». Не всі повернулися додому, наприклад, Василь Білас. Натомість Іван Білас повернувся у рідне село і був убитий поляками у 1946 році.
Станом на січень 1945 року в Завадці Морохівській проживало 425 українців. Проте у липні цього ж року їхня кількість зменшилась до 261 особи (177 дорослих і 84 дитини). Як і більшість довколишніх сіл, зокрема, Карликів, Полонна, Морохів, Височани, Мокре, Кам'яне, Белхівка, Завадка Морохівська була українською, тоді як з переважно польським населенням були тільки Небещани і Буківсько.

### Різня в Завадці Морохівській
Після Другої світової війни війська Польської народної армії тричі атакували село, вбивши близько 100 осіб цивільного населення, а село було спалено. 25 січня 1946 польські підрозділи на чолі з підполковником Станіславом Плуто вперше напали на Завадку Морохівську, жертвами якого було близько 70 осіб. 28 березня підрозділ 34 полку вдруге з'явився у Завадці Морохівській. Тоді солдати розстріляли 11-х мешканців, спалили кілька вцілілих після попереднього погрому хат. Втретє загони Польської народної армії з'явились у селі 13 квітня 1946 року і вбили ще 6 мирних мешканців.
30 квітня 1946 всіх вцілілих мешканців села, 73 особи, було депортовано до радянської України. 29 квітня 1947 року в рамках операції «Вісла» з села вивезено останніх 15 мешканців села, що остаточно закінчило існування Завадки Морохівської, у якій залишилися лише цвинтар і церква, зруйнована приблизно у 1950-х роках.

## Церква
У 1856 році (за іншими даними 1870) у Завадці Морохівській була збудована дерев'яна греко-католицька церква Обр. Г. Н. І. Х., яка належала до парафії Стрітення Господнього у Морохові. Метричні книги велися з 1784 р. Біля церкви знаходився цвинтар.
Належала до Буківського деканату Перемишльської єпархії УГКЦ, а протягом 1934—1947 років — Апостольської Адміністрації.
Церква була зруйнована під час каральних операцій 1946 року та була остаточно знищена на початку 1950-х років.